# أليس وايت (رسامة)
أليس وايت (بالإنجليزية: Alice Whyte)‏ هي رسامة نيوزيلندية، ولدت في 1885، وتوفيت في 1952.